# Narciarstwo alpejskie na Zimowych Igrzyskach Olimpijskich 2014 – zjazd mężczyzn
Zjazd mężczyzn – jedna z konkurencji rozgrywanych w ramach narciarstwa alpejskiego na Zimowych Igrzyskach Olimpijskich w Soczi. Zawodnicy rywalizowali 9 lutego w ośrodku narciarskim Roza Chutor, umiejscowionym w Krasnej Polanie.

## Terminarz
| Data     | Konkurencja | Godzina rozpoczęcia | Godzina rozpoczęcia |
| Data     | Konkurencja | Czas CET            | Czas lokalny        |
| -------- | ----------- | ------------------- | ------------------- |
| 9 lutego | Finał       | 8:00                | 11:00               |

## Tło
| Data                                                                            | Miejscowość                                                                     | Zwycięzca                                                                       | Drugi                                                                           | Trzeci                                                                          | Źródło                                                                          |
| Wyniki zjazdu podczas zawodów Pucharu Świata w narciarstwie alpejskim 2013/2014 | Wyniki zjazdu podczas zawodów Pucharu Świata w narciarstwie alpejskim 2013/2014 | Wyniki zjazdu podczas zawodów Pucharu Świata w narciarstwie alpejskim 2013/2014 | Wyniki zjazdu podczas zawodów Pucharu Świata w narciarstwie alpejskim 2013/2014 | Wyniki zjazdu podczas zawodów Pucharu Świata w narciarstwie alpejskim 2013/2014 | Wyniki zjazdu podczas zawodów Pucharu Świata w narciarstwie alpejskim 2013/2014 |
| ------------------------------------------------------------------------------- | ------------------------------------------------------------------------------- | ------------------------------------------------------------------------------- | ------------------------------------------------------------------------------- | ------------------------------------------------------------------------------- | ------------------------------------------------------------------------------- |
| 30 listopada                                                                    | Lake Louise                                                                     | Dominik Paris                                                                   | Klaus Kröll                                                                     | Adrien Théaux                                                                   | [ 2 ]                                                                           |
| 6 grudnia                                                                       | Beaver Creek                                                                    | Aksel Lund Svindal                                                              | Hannes Reichelt                                                                 | Peter Fill                                                                      | [ 3 ]                                                                           |
| 21 grudnia                                                                      | Val Gardena                                                                     | Erik Guay                                                                       | Kjetil Jansrud                                                                  | Johan Clarey                                                                    | [ 4 ]                                                                           |
| 27 grudnia                                                                      | Bormio                                                                          | Aksel Lund Svindal                                                              | Hannes Reichelt                                                                 | Erik Guay                                                                       | [ 5 ]                                                                           |
| 18 stycznia                                                                     | Wengen                                                                          | Patrick Küng                                                                    | Hannes Reichelt                                                                 | Aksel Lund Svindal                                                              | [ 6 ]                                                                           |
| 25 stycznia                                                                     | Kitzbühel                                                                       | Hannes Reichelt                                                                 | Aksel Lund Svindal                                                              | Bode Miller                                                                     | [ 7 ]                                                                           |
| Wyniki zjazdu na Zimowych Igrzyskach Olimpijskich 2010                          |                                                                                 |                                                                                 |                                                                                 |                                                                                 |                                                                                 |
| 15 lutego                                                                       | Vancouver                                                                       | Didier Défago                                                                   | Aksel Lund Svindal                                                              | Bode Miller                                                                     | [ 8 ]                                                                           |
| Wyniki zjazdu na mistrzostwach świata 2011                                      |                                                                                 |                                                                                 |                                                                                 |                                                                                 |                                                                                 |
| 12 lutego                                                                       | Garmisch-Partenkirchen                                                          | Erik Guay                                                                       | Didier Cuche                                                                    | Christof Innerhofer                                                             | [ 9 ]                                                                           |
| Wyniki zjazdu na mistrzostwach świata 2013                                      |                                                                                 |                                                                                 |                                                                                 |                                                                                 |                                                                                 |
| 9 lutego                                                                        | Schladming                                                                      | Aksel Lund Svindal                                                              | Dominik Paris                                                                   | David Poisson                                                                   | [ 10 ]                                                                          |

## Wyniki
| Miejsce | Nr | Zawodnik                       | Reprezentacja        | Czas    | Strata  |
| ------- | -- | ------------------------------ | -------------------- | ------- | ------- |
| 01 !    | 11 | Matthias Mayer                 | Austria              | 2:06,23 | –       |
| 02 !    | 20 | Christof Innerhofer            | Włochy               | 2:06,29 | + 0,06  |
| 03 !    | 8  | Kjetil Jansrud                 | Norwegia             | 2:06,33 | + 0,10  |
| 4.      | 18 | Aksel Lund Svindal             | Norwegia             | 2:06,52 | + 0,29  |
| 5.      | 7  | Travis Ganong                  | Stany Zjednoczone    | 2:06,64 | + 0,41  |
| 6.      | 3  | Carlo Janka                    | Szwajcaria           | 2:06,71 | + 0,48  |
| 7.      | 14 | Peter Fill                     | Włochy               | 2:06,72 | + 0,49  |
| 8.      | 15 | Bode Miller                    | Stany Zjednoczone    | 2:06,75 | + 0,52  |
| 9.      | 9  | Max Franz                      | Austria              | 2:07,03 | + 0,80  |
| 10.     | 21 | Erik Guay                      | Kanada               | 2:07,04 | + 0,81  |
| 11.     | 17 | Dominik Paris                  | Włochy               | 2:07,13 | + 0,90  |
| 12.     | 10 | Werner Heel                    | Włochy               | 2:07,16 | + 0,93  |
| 13.     | 13 | Beat Feuz                      | Szwajcaria           | 2:07,49 | + 1,26  |
| 14.     | 27 | Didier Défago                  | Szwajcaria           | 2:07,79 | + 1,56  |
| 15.     | 16 | Patrick Küng                   | Szwajcaria           | 2:07,82 | + 1,59  |
| 16.     | 26 | David Poisson                  | Francja              | 2:07,83 | + 1,60  |
| 17.     | 23 | Georg Streitberger             | Austria              | 2:07,86 | + 1,63  |
| 18.     | 19 | Adrien Théaux                  | Francja              | 2:07,89 | + 1,66  |
| 19.     | 6  | Benjamin Thomsen               | Kanada               | 2:08,00 | + 1,77  |
| 20.     | 29 | Ondřej Bank                    | Czechy               | 2:08,24 | + 2,01  |
| 21.     | 2  | Jan Hudec                      | Kanada               | 2:08,49 | + 2,26  |
| 22.     | 22 | Klaus Kröll                    | Austria              | 2:08,50 | + 2,27  |
| 23.     | 5  | Aleksandr Glebow               | Rosja                | 2:08,96 | + 2,73  |
| 24.     | 33 | Klemen Kosi                    | Słowenia             | 2:08,98 | + 2,75  |
| 25.     | 28 | Manuel Osborne-Paradis         | Kanada               | 2:09,00 | + 2,77  |
| 26.     | 30 | Guillermo Fayed                | Francja              | 2:09,03 | + 2,80  |
| 27.     | 1  | Steven Nyman                   | Stany Zjednoczone    | 2:09,15 | + 2,92  |
| 28.     | 31 | Paul de la Cuesta              | Hiszpania            | 2:09,46 | + 3,23  |
| 29.     | 24 | Natko Zrnčić-Dim               | Chorwacja            | 2:09,80 | + 3,57  |
| 30.     | 25 | Marco Sullivan                 | Stany Zjednoczone    | 2:10,10 | + 3,87  |
| 31.     | 36 | Jury Daniłaczkin               | Białoruś             | 2:10,58 | + 4,35  |
| 32.     | 34 | Kevin Esteve                   | Andora               | 2:10,80 | + 4,57  |
| 33.     | 35 | Igor Zakurdajew                | Kazachstan           | 2:11,28 | + 5,05  |
| 34.     | 4  | Ferran Terra                   | Hiszpania            | 2:11,43 | + 5,20  |
| 35.     | 46 | Martin Vráblík                 | Czechy               | 2:11,73 | + 5,50  |
| 36.     | 49 | Georgi Georgiew                | Bułgaria             | 2:12,49 | + 6,26  |
| 37.     | 41 | Christoffer Faarup             | Dania                | 2:12,55 | + 6,32  |
| 38.     | 45 | Nikoła Czongarow               | Bułgaria             | 2:12,57 | + 6,34  |
| 39.     | 39 | Arnaud Alessandria             | Monako               | 2:12,71 | + 6,48  |
| 40.     | 37 | Marc Oliveras                  | Andora               | 2:12,76 | + 6,53  |
| 41.     | 42 | Henrik von Appen               | Chile                | 2:13,16 | + 6,93  |
| 42.     | 48 | Martin Huber                   | Kazachstan           | 2:13,51 | + 7,28  |
| 43.     | 40 | Dmitrij Koszkin                | Kazachstan           | 2:14,63 | + 8,40  |
| 44.     | 47 | Igor Laikert                   | Bośnia i Hercegowina | 2:15,07 | + 8,84  |
| 45.     | 43 | Martin Bendik                  | Słowacja             | 2:15,39 | + 9,16  |
| 46.     | 50 | Ioan Valeriu Achiriloaie       | Rumunia              | 2:17,46 | + 11,23 |
| 47.     | 38 | Roberts Rode                   | Łotwa                | 2:17,50 | + 11,27 |
| 48 !    | 12 | Johan Clarey                   | Francja              | DNF     | DNF     |
| 48 !    | 32 | Aleksander Aamodt Kilde        | Norwegia             | DNF     | DNF     |
| 48 !    | 44 | Cristian Javier Simari Birkner | Argentyna            | DNS     | DNS     |